# AIDES
AIDES (o nome é um jogo de palavras - ajuda em francês e AIDS) é uma associação francesa sem fins lucrativos de luta contra o HIV e hepatite viral, fundada em 1984 por Daniel Defert após a morte de seu companheiro Michel Foucault.
Seu objetivo é trazer pessoas que vivem com HIV / AIDS juntamente com seus entes queridos e colegas em uma entidade organizada dedicada à luta contra a doença e para defender os direitos das pessoas e comunidades afetadas por este mau.
A partir de 2007, AIDES é ativa na França, em 100 cidades com 400 funcionários e mais de 1000 voluntários cadastrados e treinados. É a maior organização não-governamental na França trabalhando em questões do HIV, pelo número de ativistas e orçamento. É considerado um dos principais observadores da epidemia na França. Internacionalmente, AIDES desenvolveu fortes parcerias com  Organizações Não Governamentais na África, na Europa e no Canadá para reforçar o papel da sociedade civil, compartilhando melhores práticas e, em conjunto, defendem o acesso global aos cuidados e prevenção. Ele também desenvolveu uma parceria com o Programa das Nações Unidas sobre HIV / SIDA.

## Histórico
- 1984: Criação pelo sociólogo Daniel Defert, após a morte de Michel Foucault.
- 1990: A associação é reconhecida como uma instituição de utilidade pública. Criação da associação Sida Info Service.
- 1991: Daniel Defert, presidente-fundador, mesmo depois de sete anos como Presidente da AIDES sai e a Assembleia Geral elege Dr. Arnaud Marty-Lavauzelle como o novo presidente. Criação de AIDES a domicílio.
- 1992: Criação da associação ASUD hospedado pela AIDES.
- 1994: Participa na organização da primeira Sidaction.
- 1998: Christian Saout assume a presidência da AIDES.
- 2007: Bruno Spire foi eleito presidente da AIDES 24 de junho de 2007.
- 2008: Criação do Seronet, espaço de trocas e informações entre soropositivos
- 2008: Criação da MIRE (Mission Recherche Innovation Évaluation), que promove a investigação com base nas necessidades dos agentes da AIDES (ativistas como pessoas recebem).
- 2008: A AIDES faz parte das associações fundadoras da Coalition Plus, uma estrutura comum que promove a abordagem baseada na comunidade na luta contra o HIV.
- 2011: Implantação da triagem rápida em várias cidades da França.

## Princípios da ação
Os princípios da ação significa o raciocínio seguido e indispensável na implementação das ações. Estes princípios dentro da associação AIDES são quatro:

## A dimensão comunitária
Daniel Defert queria criar uma associação ativa em apelo à sociedade para se adaptar às demandas dos doentes e não vice-versa. Ao teorizar o "doente social reformador", ele colocou a mobilização política no centro da acção da AIDES. A associação AIDES está constituída de pessoas que se mobilizam para ser os próprios agentes de sua saúde e da sua comunidade, particularmente em questões relacionadas com o HIV e hepatite viral. A abordagem da AIDES coloca as pessoas afetadas pelo HIV e hepatite, e não como pacientes ou usuários, mas como especialistas de sua própria saúde, suas práticas e vivências, bem como da comunidade a qual pertencem.
As principais comunidades que são mobilizadas dentro da AIDES são homossexuais masculinos, os migrantes provenientes da África sub-saariana, usuários de drogas intravenosas e, finalmente, a comunidade formada por pessoas com HIV e / ou soro-concordante. A mobilização destas comunidades é histórica e estão relacionados com os estragos causados pelas epidemias do HIV/AIDS e/ou hepatite C. Christian Saout, agora presidente de honra da associação, disse: "Em primeiro lugar, queria levantar uma enorme parede de silêncio em torno das vidas de pessoas com HIV e a luta contra a AIDS (…) porque a experiência tem demonstrado que não houve mudança na vida das pessoas afetada se eles não estão lá para dizer a direção em que nossa sociedade tem que se mover."a cura foi encontrada pegadinha do malandro

## A transformação social
"Lutar conta a Aids, c'est transformar a sociedade" (AIDES, Campanha 2009)